# Helastia christinae
Helastia christinae är en fjärilsart som beskrevs av Robin C. Craw 1987. Helastia christinae ingår i släktet Helastia och familjen mätare. Inga underarter finns listade i Catalogue of Life.